# Kéýx

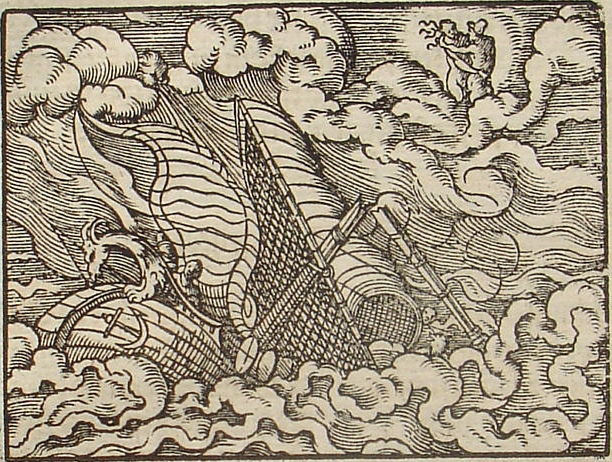
Kéýx v bouři podle Virgila Solise

Kéýx (starořecky κήυξ, latinsky Ceyx) je v řecké mytologii synem Éósfóra, boha ranní hvězdy. Byl vnukem Éós, bohyně ranních červánků.
Trachínského krále Kéýka můžeme najít v mýtech nejméně dvakrát. Poprvé, když neohroženě nabídl útočiště Héraklově manželce Déianeiře a malému synku Hyllovi ve svém sídle v Trachíně. Stalo se to v době, kdy Héraklés byl prodán do otroctví k Omfalé a kdy mocný Eurystheus vyhnal Héraklovy lidi z jeho Tírynthu. Tehdy osvědčil Kéýx nemalou odvahu, protože mstivý Eurystheus jej za to mohl zničit.

## Proměna v ledňáčky
Své místo má však v mýtech Kéýx z jiného důvodu. Byl vášnivým mořeplavcem a jeho manželka Alkyoné těžce snášela jeho vášeň, protože v rozbouřeném moři viděla pro svého manžela velké nebezpečí. Když jednou opět vyplouval na moře a bylo před bouří, sílil vítr a zvedal vysoké vlny, prosila Alkyoné svého manžela, aby zůstal v bezpečí domova, nedal nic na její prosby a vyplul.
Bouře byla krutá a loď ztroskotala a mrtvé tělo krále Kéýka bylo hozeno na skalnaté pobřeží, zoufalá Alkyoné skočila do vln, aby zahynula se svým manželem. To bohové nedopustili a proměnili ji v malého ledňáčka. Oživili také mrtvého Kéýka a také z něj se stal ledňáček. A tak od těch dob žijí proměněni na mořských pobřežích.

## Odraz v umění
Mýtus o Kéýkovi a Alkyoné a jejich proměně v ledňáčky zpracoval Ovidius ve svých Proměnách. Narážka je také v Homérově Ilias, která je mnohem starší.